# Aoa
Aoa es un género monotípico de mariposas de la familia Pieridae. Su única especie: Aoa affinis (van Vollenhoven, 1865), es originaria del sudeste de Asia en las Célebes.